# DJ Stylewarz

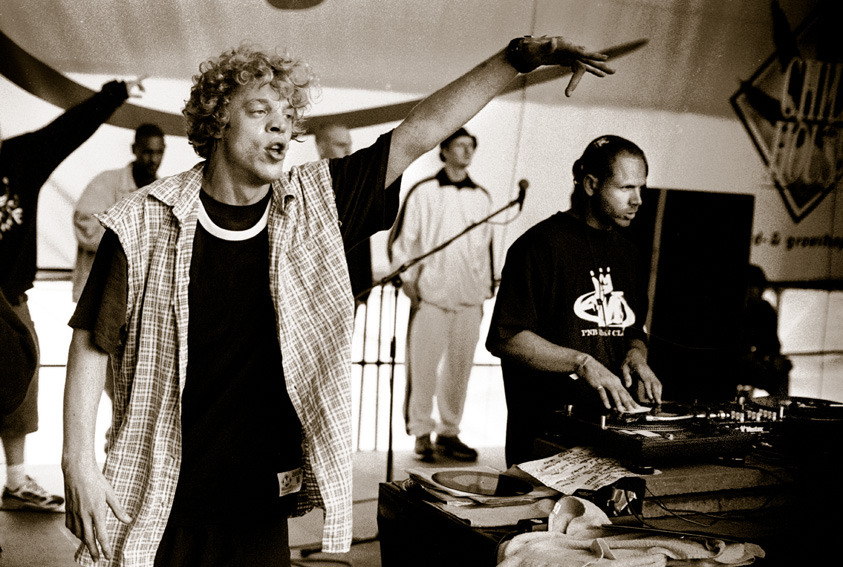
DJ Stylewarz (rechts) mit Ferris MC beim Splash-Festival 2001

DJ Stylewarz (* 1971 in Bremerhaven) ist der Künstlername von Michael Whitelov. Er ist einer der bekanntesten Hip-Hop-DJs in Deutschland, wo er die Frühphase des deutschen Hip-Hops mitprägte.

## Leben
DJ Stylewarz war ab 1984 auf Hip-Hop-Jams aktiv und gründete die am Britcore orientierte Band No Remorze mit, deren aggressiver Hardcore-Hip-Hop in der noch jungen deutschen Szene für Aufsehen sorgte. Stylewarz etablierte sich damit als einer der ersten bekannten deutschen DJs und prägte wie wenige andere DJs die deutsche Hip-Hop-Kultur in ihrer Frühphase. So ist er auf verschiedenen Samplern wie Alte Schule oder Kill the Nation with a Groove vertreten. Des Weiteren war er Host-DJ bei der ersten deutschsprachigen Hip-Hop-Fernsehsendung Freestyle bei VIVA.
Ab 1996 unterstützte er die Crossover-Band Such a Surge bei den Alben Was Besonderes (1998), chaos (1999) und Der Surge Effekt (2000). Weitere Features hatte DJ Stylewarz mit D-Flame, Torch, Toni L., Eißfeldt und Ferris MC (seinerzeit Teil der Formation F. A. B.). Mit Wildstyle unterhielt DJ Stylewarz eine Radioshow im Offenen Kanal Bremen zusammen mit DJ Phax.
2002 erschien DJ Stylewarz' erstes Produzentenalbum The Cut, an dem sich unter anderem Ferris MC, Torch, D-Flame, Eißfeldt, Immo, Fiva MC und No Remorze als Rapper beteiligten. Auf dem Track Three Dizz Jocks versammelte er mit Marius No.1 und Mirko Machine zwei weitere DJ-Legenden aus dem norddeutschen Raum um sich. Das Album erreichte Platz 82 der deutschen Albencharts.

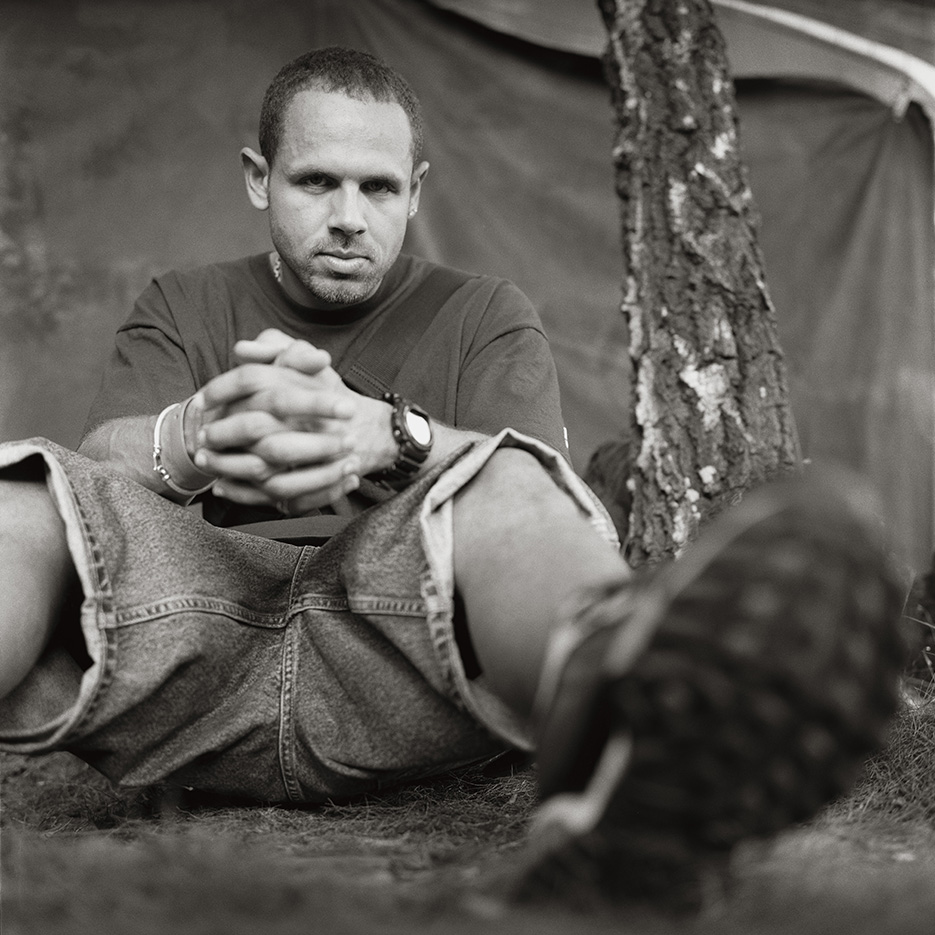
splash! 2001

2005 unterstützte DJ Stylewarz Deine Lieblings Rapper auf dem Album Dein Lieblings Album sowie auf der darauffolgenden Tour. 2009 erschien das Album In Deep Concentration, das Stylewarz gemeinsam mit DJ Haitian Star als Duo Double Trouble veröffentlichte.
Erst 2019 sowie 2022 erschienen mit Der Letzte seiner Art sowie das auf 300 gepresste Exemplare limitierte Mein Weg zwei weitere LPs des DJs, auf denen diverse Rapper wie El da Sensei, Flo Mega, Megaloh, Samy Deluxe, Olli Banjo, Torch, Curse, D-Flame und Lakmann Gastauftritte haben.

## Diskografie

### Alben
- 1999: New York’s Finest (Mixtape, 360° Records)
- 2002: The Cut (LP, Killa Squad Productions)
- 2002: The Cut Instrumentals (LP, Killa Squad Productions)
- 2009: In Deep Concentration (als Double Trouble mit DJ Haitian Star, LP)
- 2019: Der Letzte seiner Art (LP)
- 2019: Der Letzte seiner Art - The Remixes
- 2022: Mein Weg (LP)

### Singles
- 1998: Heiß wie Feuer (12’’, 360° Records)
- 2000: Tanz mit mir feat. Ferris MC (12’’, Yo Mama Records)
- 2000: Lasst euch drauf ein (12’’ von Nina feat. DJ Mirko Machine, Selbstverlag)
- 2000: Dissziplin No. 1 (12’’, Eimsbush)
- 2002: 2360 feat. Toni-L und Esa (12’’, ,Killa Squad Productions)
- 2002: Bitte… wer? feat. Torch & D-Flame (12’’, Killa Squad Productions)
- 2008: 2 MC’s & 1 DJ feat. Ferris MC und Toni-L (12’’, 360° Records)

### Mit No Remorze
- siehe No Remorze#Diskografie

### Produktionen
- 1993: Kompilation Alte Schule (MZEE)
- 1995: MC Rene – Renevolution (MZEE)
- 1996: Fast Forward – Ich und MC Bibabutz (Put Da Needle To Da Records)
- 1996: Toni-L – Der Pate (360° Records)
- 1998: Such a Surge – Was Besonderes (Epic Records)
- 1999: Ferris MC – Im Zeichen des Freaks (Yo Mama Records)
- 1999: Such a Surge – Chaos (Surge Music)
- 2000: D-Flame: Basstard (Mercury Records)
- 2000: Spax – Alles relativ (Universal Music)
- 2000: Torch – Blauer Samt (360° Records)
- 2000: Such a Surge – Der Surge Effekt (Epic Records)
- 2001: Ferris MC – Flash for Ferris MC (Yo Mama Records)
- 2001: Ferris MC – Fertich! (Yo Mama Records)
- 2002: D-Flame: Daniel X (Universal Music)
- 2002: Toni-L: Der Funk Joker (360° Records)
- 2003: Ferris MC – Audiobiographie (Yo Mama Records)
- 2005: Deine Lieblings Rapper – Dein Lieblings Album (Aggro Berlin)
- 2012: State of Flavor – Sendemast (Funkverteidiger)
- 2012: Hellmonica – Killa Instinct (Naked Ape Records)
- 2012: Aphroe – 90 (Melting Pot Music)